# Masque à gaz avec respirateur
 (février 2023).

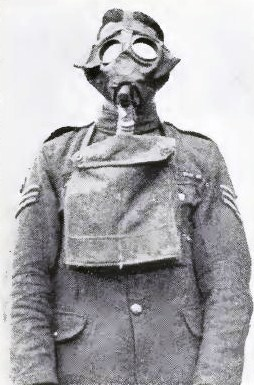
Un soldat britannique portant le respirateur Small Box pendant la Première Guerre mondiale.

Le masque à gaz avec respirateur est la première version compacte du masque à gaz. À la fin de 1916, le masque a été introduit par les Britanniques dans le but de fournir une protection fiable contre le chlore et le gaz phosgène. Le respirateur offrait une première ligne de défense contre le gaz. Un gaz plus tardif et plus toxique, le gaz moutarde, a été créé par les Allemands et était un vésicant qui brûlait la peau des individus qui y étaient exposés. 
Les taux de mortalité étaient élevés avec l'exposition à la fois au chlore phosgène mélangé et au gaz moutarde, mais les soldats ayant facilement accès au masque à gaz, les taux de mortalité avaient considérablement diminué. Léger et raisonnablement ajusté, le respirateur était un équipement clé pour protéger facilement la santé respiratoire des soldats sur le champ de bataille.

## Matériaux et fabrication
Le petit boîtier respiratoire consiste en un masque facial en tissu caoutchouté relié par un tuyau en tissu caoutchouté à une cartouche en fer blanc contenant un absorbant chimique. Le masque respiratoire est léger et est fabriqué à partir de tissu de coton kaki plaqué d'une fine couche de caoutchouc noir. Le ruban de coton kaki, situé au milieu de la région frontale du masque, se connecte aux bandes élastiques noires des joues pour déterminer un ajustement approprié pour le porteur. Les oculaires circulaires sont fixés dans des jantes en métal scellées avec du mastic en caoutchouc. Un pince-nez circulaire filaire avec des mâchoires recouvertes de caoutchouc se trouve entre la région interne des yeux. 
Le masque contient un embout buccal interne avec une valve d'expiration en caoutchouc noir composé d'une bride pour s'adapter à la fois à la bouche et aux dents. L'embout buccal est relié par un tube en laiton au tuyau caoutchouté menant à la cartouche. Le tuyau en caoutchouc est d'environ 30 cm de longueur et est fait de tissu jersey vulcanisé rendant le tuyau flexible et solide. La cartouche, qui était de forme ovale, contenait des filtres en coton et en gaze métallique pour retenir toutes les substances toxiques.

## Histoire

### Attaques chimiques au gaz

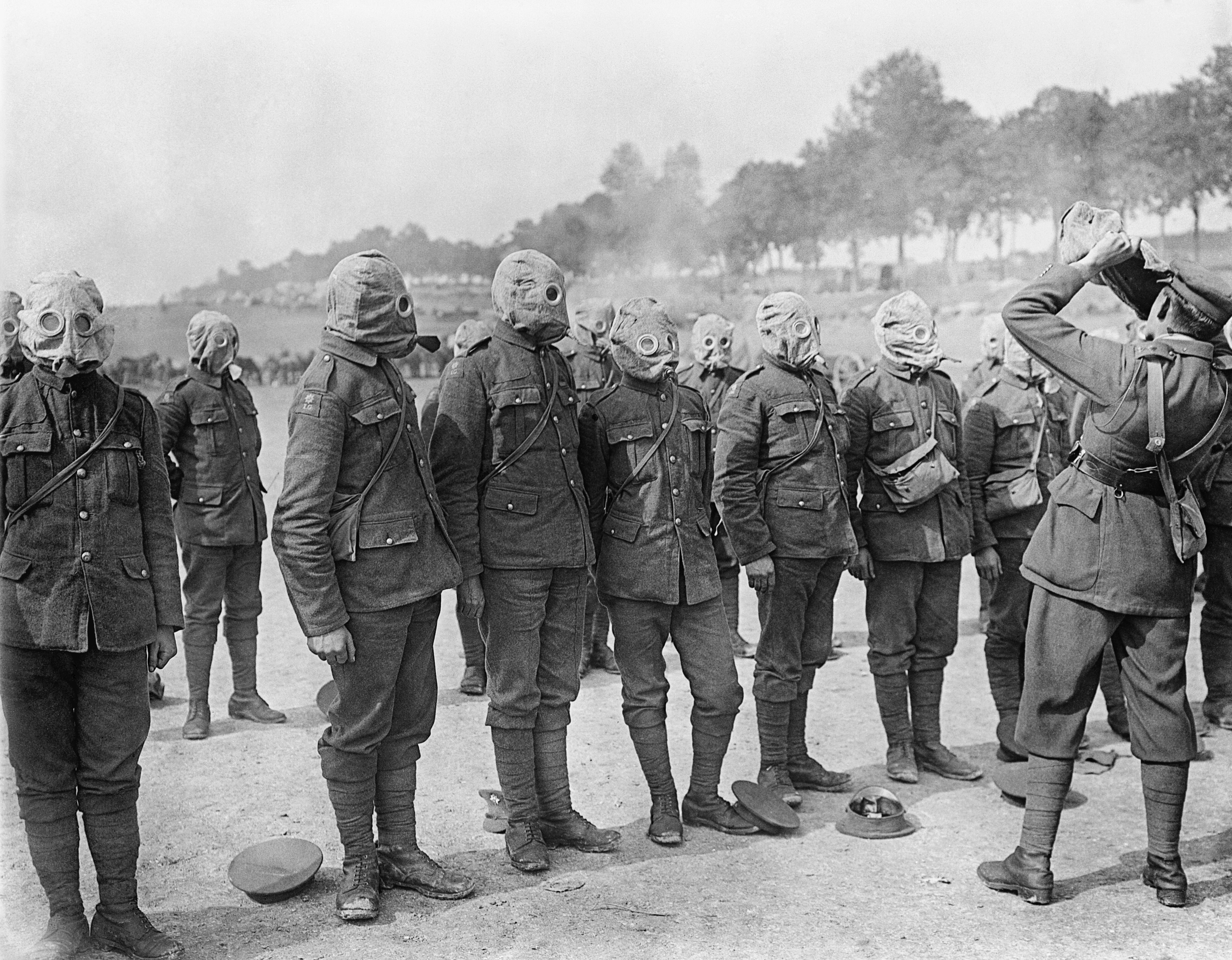
Membres des Irish Guards effectuant un test avec les masques avant d'aller au combat.

Les masques à gaz à respirateurs ont été introduits dans les forces britanniques et impériales sur le front occidental en 1916. Le masque a été créé pour fournir une protection fiable contre le chlore et le gaz phosgène. La première utilisation de phosgène et de chlore gazeux a eu lieu le 19 décembre 1915, date à laquelle ils ont été utilisés contre des unités françaises et canadiennes lors de la deuxième bataille d'Ypres. Des scientifiques allemands de la Société Kaiser Wilhelm ont développé le chlore gazeux militarisé. Il est placé dans des cylindres qui se libèrent dans un nuage dense dans les tranchées ennemies. 
Le gaz a ensuite été utilisé contre les troupes britanniques sur le front occidental en Flandre en décembre 1915. Des casques anti-gaz britanniques ont été utilisés pour repousser le chlore gazeux ; mais ils ne pouvaient pas résister aux effets du gaz phosgène. Le chlore a été facilement détecté dans les batailles à cause de sa teinte jaunâtre et son odeur piquante. La situation est devenue problématique lors de l'introduction du mélange phosgène et chlore car le phosgène est incolore et sent l'herbe fraîchement coupé. Le phosgène était jusqu'à six fois plus puissant que le chlore et ne suggérait aucun symptôme urgent associé à la toux et à l'inconfort provoqués par le chlore. Les soldats qui ont été touchés par le gaz ne se sont souvenus d'avoir ressenti des symptômes que des heures plus tard. 85 % des décès dus aux armes chimiques étaient dus au phosgène mélangé au chlore gazeux.

### Utilisation canadienne
Les troupes canadiennes ont commencé à recevoir ces nouveaux modèles de masques à la fin de novembre 1916. Alors que les respirateurs constituaient la première ligne de défense de certaines troupes britanniques, d'autres troupes canadiennes et certaines troupes britanniques étaient toujours soumises aux masques anti-gaz plus anciens et moins efficaces comme le casque PH. Le casque PH a été utilisé tout au long du début de 1916 par les troupes britanniques et a été conçu pour être caché sous la chemise du porteur. Les masques à gaz sont devenus efficaces pour combattre le gaz phosgène, grâce à sa solution de méthénamine ajoutée à la solution de phénol qui a agi comme un absorbant pour le gaz phosgène. Les deux équipements devaient être présents sur les membres de la troupe pendant la bataille. 
Fréquemment, les casques PH sont perdus pendant la bataille ; on estime que 9 millions de casques PH ont été largués alors que pratiquement aucun respirateur n'a été perdu. Les troupes canadiennes et britanniques n'étaient pas convaincues qu'il fallait doubler la protection.

### Conséquences du gaz
Bien que les masques à gaz britanniques aient été assez fiables dans la protection contre les attaques au gaz, rien ne garantissait qu'ils fonctionneraient pleinement pendant la bataille. Les soldats qui ont été blessés subissaient des complications à cause du respirateur. Le gaz utilisé par les troupes affectait les civils qui vivaient et travaillaient dans l'environnement autour d'eux. Cela a entraîné la mort d'environ 5 200 civils ; le nombre est estimé être beaucoup plus élevé. Le gaz est resté un tel problème que les troupes ont dû fournir des masques à gaz pour les animaux tels que les chevaux, les pigeons messagers et les chiens qui étaient nécessaires à la planification militaire.

### Complications
Les troupes britanniques et canadiennes émettent des critiques sévères sur le masque. Le respirateur limitait les performances car il s'est avéré qu'il affectait les aspects physiologiques des performances des soldats dans la ligne de bataille. Le masque respiratoire à gaz présentait une façon très peu naturelle de respirer lors d'une activité intense des troupes sur le champ de bataille. Le respirateur perdait son étanchéité à l'air avec le temps et nécessitait un contrôle constant par les hommes. Les oculaires s'embuaient facilement et obstruaient la vue des soldats. Le tuyau flexible était vulnérable aux dommages, ce qui, dans certains cas, empêchait de filtrer le gaz. Le réglage du masque à gaz était problématique et pouvait entraîner la mort s'il n'était pas porté correctement ; Il était obligatoire que les soldats s'entraînent avec le masque avant de l'utiliser dans la ligne de bataille. Le respirateur provoquait une respiration sifflante intense pouvant entraîner la suffocation.